# 데이비드 폴리처
휴 데이비드 폴리처(영어: Hugh David Politzer, 영어 발음: /hjuː ˈdeɪvɪd ˈpɑːlɪtsər/, 1949년 8월 31일~)은 미국의 이론물리학자이다. 데이비드 그로스, 프랭크 윌첵과 함께 2004년 양자색역학의 점근적 자유성의 발견과 관한 공로로 노벨 물리학상을 공동으로 받았다.